# Gãy xương
Gãy xương là một tình trạng y khoa trong đó có sự gián đoạn về cấu trúc bình thường của xương. Xương bị gãy có thể là do một lực tác dụng mạnh hay một tổn thương không đáng kể kết hợp với các bệnh làm yếu cấu trúc xương như loãng xương, ung thư xương, hay bệnh tạo xương bất hoàn, trong các trường hợp này thuộc về gãy xương bệnh lý.

## Sơ cấp cứukhi bị gãy xương[1]

### Các dấu hiệu và triệu chứng
- Đau, sưng, bầm tím;
- Biến dạng;
- Không sử dụng được phẩn chi đó như thông thường.

### Các thao tácsơ cấp cứu
1. Cố định phần xương bị gãy - rạn - nứt bằng nẹp và băng quấn;
2. Chườm đá giảm đau, giảm chảy máu trong, giảm sưng;
3. Nếu cần thiết, làm dây đeo hỗ trợ phần chi bị tổn thương; Đưa người bị nạn vào bệnh viện.
4. Đưa người bị nạn vào bệnh viện